# اچ‌ام‌اس اوتموست (ان۱۹)
اچ‌ام‌اس اوتموست (ان۱۹) (به انگلیسی: HMS Utmost (N19)) یک زیردریایی بود که طول آن ۵۸٫۲۲ متر (۱۹۱٫۰ فوت) بود. این زیردریایی در سال ۱۹۴۰ ساخته شد.